# AFC Challenge Cup 2012
AFC Challenge Cup 2012 là AFC Challenge Cup lần thứ tư, diễn ra tại Nepal từ ngày 8 đến 19 tháng 3 năm 2012. Không giống như các giải đấu trước, vòng chung kết giải đấu này không có đội giành quyền vào thẳng mà tất cả các đội tham dự phải qua đấu loại. Đương kim vô địch CHDCND Triều Tiên bảo vệ được ngôi vô địch và giành quyền tham dự Cúp bóng đá châu Á 2015.

## Quốc gia đăng cai
Sau khi thi đấu xong vòng loại, xác định được các đội có mặt trong vòng chung kết, Maldives, Nepal và Palestine đều bày tỏ ý muốn đăng cai. Nepal được chọn làm chủ nhà vào ngày 29 tháng 7 năm 2011.

## Địa điểm
| Kathmandu                       | Kathmandu             |
| ------------------------------- | --------------------- |
| Sân vận động Dasarath Rangasala | Sân vận động Halchowk |
| Sức chứa: 15.000                | Sức chứa: 3.500       |
|                                 |                       |

## Vòng loại

### Thể thức thi đấu
Vòng loại có tất cả 20 đội bóng tham dự. Không đội bóng nào được vào thẳng vòng chung kết nên đương kim vô địch CHDCND Triều Tiên cũng phải tham dự đấu loại. Việc xếp thứ tự các đội dựa theo kết quả giải đấu trước. 12 đội được vào thẳng vòng bảng và 8 đội thứ hạng thấp tham gia đấu sơ loại, chọn ra 4 đội tham dự vòng bảng.
Sau vòng sơ loại, 16 đội được chia làm 4 bảng, mỗi bảng 4 đội. Mỗi bảng lựa ra 2 đội đầu bảng vào dự vòng chung kết gồm 8 đội.
| Vòng bảng | Vòng sơ loại                                                                                  | Không tham dự                |
| --- | --------------------------------------------------------------------------------------------- | ---------------------------- |
| - Bangladesh - CHDCND Triều Tiên - Ấn Độ - Kyrgyzstan - Maldives - Myanmar - Nepal - Pakistan - Palestine - Sri Lanka - Tajikistan - Turkmenistan | - Afghanistan - Bhutan - Campuchia - Đài Bắc Trung Hoa - Lào - Ma Cao - Mông Cổ - Philippines | - Brunei - Guam - Đông Timor |

Các đội bóng đưới đây giành quyền tham dự vòng chung kết:
- Ấn Độ
- CHDCND Triều Tiên
- Tajikistan
- Maldives
- Nepal
- Palestine
- Philippines
- Turkmenistan

## Vòng chung kết

### Vòng bảng

#### Bảng A
| Đội          | Tr | T | H | B | BT | BB | HS | Đ |
| ------------ | -- | - | - | - | -- | -- | -- | - |
| Turkmenistan | 3  | 2 | 1 | 0 | 6  | 1  | +5 | 7 |
| Palestine    | 3  | 2 | 1 | 0 | 4  | 0  | +4 | 7 |
| Maldives     | 3  | 1 | 0 | 2 | 2  | 5  | −3 | 3 |
| Nepal        | 3  | 0 | 0 | 3 | 0  | 6  | −6 | 0 |

| Turkmenistan                             | 3–1      | Maldives    |
| ---------------------------------------- | -------- | ----------- |
| Mingazow 33' · Çoňkaýew 78' · Amanow 85' | Chi tiết | Adhuham 20' |

| Nepal | 0–2      | Palestine             |
| ----- | -------- | --------------------- |
|       | Chi tiết | Attieh 4' · Attal 65' |

| Palestine | 0–0      | Turkmenistan |
| --------- | -------- | ------------ |
|           | Chi tiết |              |

| Maldives    | 1–0      | Nepal |
| ----------- | -------- | ----- |
| Rasheed 51' | Chi tiết |       |

| Nepal | 0–3      | Turkmenistan                                    |
| ----- | -------- | ----------------------------------------------- |
|       | Chi tiết | Tagaýew 7' · Biraj 79' (l.n.) · Hangeldiýew 89' |

| Maldives | 0–2      | Palestine               |
| -------- | -------- | ----------------------- |
|          | Chi tiết | Wadi 59' · Nu'man 90+4' |

#### Bảng B
| Đội               | Tr | T | H | B | BT | BB | HS  | Đ |
| ----------------- | -- | - | - | - | -- | -- | --- | - |
| CHDCND Triều Tiên | 3  | 3 | 0 | 0 | 21 | 0  | +21 | 9 |
| Philippines       | 3  | 2 | 0 | 1 | 4  | 16 | −12 | 6 |
| Tajikistan        | 3  | 1 | 0 | 2 | 3  | 4  | −1  | 3 |
| Ấn Độ             | 3  | 0 | 0 | 3 | 0  | 8  | −8  | 0 |

| CHDCND Triều Tiên | 15–0     | Philippines |
| --- | -------- | ----------- |
| Pak Nam-Chol I 58' · Jang Kuk-Chol 21' · Jang Kuk-Chol 30' · Jang Kuk-Chol 11' · Jang Kuk-Chol 54' · Jang Kuk-Chol 55' · Jang Kuk-Chol 61' · Jang Kuk-Chol 64' · Jang Kuk-Chol 68' · Jang Kuk-Chol 70' · Jang Kuk-Chol 74' · Jang Kuk-Chol 79' · Jang Kuk-Chol 84' · Jang Kuk-Chol 87' · Jang Kuk-Chol 90+1' | Chi tiết |             |

| Ấn Độ | 0–2       | Tajikistan                     |
| ----- | --------- | ------------------------------ |
|       | RChi tiết | Khamroqulov 61' · Davronov 66' |

| Tajikistan | 0–2      | CHDCND Triều Tiên                     |
| ---------- | -------- | ------------------------------------- |
|            | Chi tiết | Pak Nam-Chol I 4' · Jang Kuk-Chol 86' |

| Philippines              | 2–0      | Ấn Độ |
| ------------------------ | -------- | ----- |
| P. Younghusband 10', 73' | Chi tiết |       |

| CHDCND Triều Tiên                                                            | 4–0      | Ấn Độ |
| ---------------------------------------------------------------------------- | -------- | ----- |
| Jon Kwang-Ik 3' · Ri Kwang-Hyok 34' · Pak Nam-Chol I 59' · Ri Chol-Myong 70' | Chi tiết |       |

| Tajikistan     | 1–2      | Philippines                          |
| -------------- | -------- | ------------------------------------ |
| Negmatov 45+1' | Chi tiết | P. Younghusband 54' · Á. Guirado 80' |

### Vòng đấu loại trực tiếp
|  | Bán kết           | Bán kết           |               |   | Chung kết | Chung kết |
|  |                   |                   |               |   |           |           |
|  | 16 tháng 3        |                   |               |   |           |           |
|  |                   |                   |               |   |           |           |
|  | Turkmenistan      | 2                 |               |   |           |           |
|  | Turkmenistan      | 2                 | 19 tháng 3    |   |           |           |
|  | Philippines       | 1                 |               |   |           |           |
|  | Philippines       | 1                 | Turkmenistan  | 1 |           |           |
|  | 16 tháng 3        |                   | Turkmenistan  | 1 |           |           |
|  |                   | CHDCND Triều Tiên | 2             |   |           |           |
|  | CHDCND Triều Tiên | CHDCND Triều Tiên | 2             | 2 |           |           |
|  | CHDCND Triều Tiên |                   |               | 2 |           |           |
|  | Palestine         | 0                 |               |   |           |           |
|  | Palestine         | 0                 | Tranh hạng ba |   |           |           |
|  |                   |                   |               |   |           |           |
|  | 19 tháng 3        |                   |               |   |           |           |
|  |                   |                   |               |   |           |           |
|  | Philippines       | 4                 |               |   |           |           |
|  | Philippines       | 4                 |               |   |           |           |
|  | Palestine         | 3                 |               |   |           |           |

### Bán kết
| Turkmenistan              | 2–1      | Philippines         |
| ------------------------- | -------- | ------------------- |
| Amanow 80' · Çoňkaýew 86' | Chi tiết | P. Younghusband 25' |

| CHDCND Triều Tiên        | 2–0      | Palestine |
| ------------------------ | -------- | --------- |
| Pak Kwang-Ryong 42', 68' | Chi tiết |           |

### Tranh hạng ba
| Philippines                                                       | 4–3      | Palestine                     |
| ----------------------------------------------------------------- | -------- | ----------------------------- |
| P. Younghusband 4', 25' (ph.đ.) · Á. Guirado 42' · J. Guirado 69' | Chi tiết | Abuhabib 21', 67' · Attal 78' |

### Chung kết
| Turkmenistan | 1–2      | CHDCND Triều Tiên                             |
| ------------ | -------- | --------------------------------------------- |
| Şamyradow 2' | Chi tiết | Jong Il-gwan 36' · Jang Song-Hyok 87' (ph.đ.) |

| Vô địch AFC Challenge Cup 2012 CHDCND Triều Tiên Lần thứ hai |

#### Giải thưởng
Các giải thưởng sau được trao:
| Fair Play         | Fair Play         | Fair Play         | Chiếc giày vàng   | Chiếc giày vàng   | Chiếc giày vàng   | Cầu thủ xuất sắc | Cầu thủ xuất sắc | Cầu thủ xuất sắc |
| ----------------- | ----------------- | ----------------- | ----------------- | ----------------- | ----------------- | ---------------- | ---------------- | ---------------- |
| CHDCND Triều Tiên | CHDCND Triều Tiên | CHDCND Triều Tiên | Phil Younghusband | Phil Younghusband | Phil Younghusband | Pak Nam-Chol     | Pak Nam-Chol     | Pak Nam-Chol     |